# Kjell E. Johanson
Kjell Erik Helmer Johanson, född 16 april 1933 i Grava församling, död 3 juni 2007 i Mörbylånga-Kastlösa församling, var en svensk nykterhetsivrare, författare och politiker (vänsterpartist). 
Kjell E. Johanson var under hela sitt liv aktiv inom den svenska nykterhetsrörelsen och var bland annat ordförande för IOGT-NTO (1985–1995) och ordförande för Svenska Frisksportförbundet. Han var även aktiv inom Vänsterpartiet, bland annat som ordförande för partiets ungdomsförbund Demokratisk Ungdom 1964–1967, partistyrelseledamot och senare ledare för den ”sanningskommission” som utredde partiets kontakter med Sovjetunionen.
Johanson skrev eller var redaktör för över hundra böcker och skrev förutom böcker även en mängd insändare och debattartiklar samt krönikor i Ölandsbladet, Östra Småland, Barometern, Blå Bandet och Borås tidning.